# Carinoclytus thomsoni
Carinoclytus thomsoni là một loài bọ cánh cứng trong họ Cerambycidae.